# Венијамин Тупеко
Венијамин (световно Виталиј Иванович Тупеко, блр. Віталь Іванавіч Тупека; Лунинец, 16. септембар 1968) епископ је Руске православне цркве, Митрополит Мински и Заславски, Патријаршијски егзарх све Белорусије, пуноправни члан Светог Синода РПЦ.

## Биографија
Виталиј Иванович Тупеко рођен је 16. септембра 1968. године у граду Лунинцу у Брестској области у Белоруској ССР. По завршетку средње школе у Лунинцу 1985. године уписао је факултет радиофизике и електронике на Белоруском државном универзитету.
После служења војног рока 1987-1989 наставио је студије на Белоруском универзитету. Дипломирао је јуна 1992. године, на смеру Радиофизика и електроника.
У августу 1992. године уписао се на Минску духовну семинарију. По завршетку треће године 1994. године поднео је молбу и примљен је у братство Жировичског манастира. Две године касније, 16. децембра 1994. године замонашио се са монашким именом Венијамин, у част Свештеномученика Венијамина Петроградског, по благослову митрополита Минског и Слуцког Филарета (Вахромејева)..
Митрополит Мински и Слуцки га је 9. јануара 1995, за време литургије у Успенском сабору Жировичског манастира хиротонисао у јерођакона, а 13. фебруара 1995. у јеромонаха. На дужност благајника манастира ступио је 20. јуна 1996. године. Исте године уписао се на Минску духовну академију и постао је професор семинарије. Минску духовну академију завршио је 1999. године, а 14. децембра исте године унапређен је у чин игумана и стекао академски степен кандидат (доктор) богословије.
Ступио је на дужност намесника у Жировичском манастиру 12. јануара 2005. године, а у чин архимандрита унапређен је 20. маја 2006.. Као члан делегације Минске епархије учествовао је у Сабору Руске православне цркве од 27. до 29. јануара 2009. године.
Ослобођен је  дужности намесника Успенског Жировичског манастира 1. јула 2009. године  и постављен на дужност намесника Благовештенског Љаденског мушког манастира Минске епархије.
Свецрквену аспирантуру је завршио 2011. године.

## Архијерејство
Одлуком Светог синода Руске православне цркве 5. марта 2010. године изабран је за епископа Борисовског, викарија Минске епархије.. Петнаест дана касније у крсном храму Патријаршијске резиденције у Даниловом манастиру у Москви наречен је заепископа.. Хиротонисан је 21. марта 2010. године у Храму Христа Спаситеља у Москви. Богослужење је предводио патријарх московски и све Русије Кирил..
Одлуком Синода Белоруске православне цркве постављен је на дужност председника Издавачког савета белоруског егзархата.. Одлуком Синода БПЦ 26. јуна 2014. године постављен је на дужност председника новообразованог синодског Одељења верског образовања и катехизације, а такође на дужност заменика председавајућег Црквеног суда Белоруског Егзархата.. Одлуком Светог синода БПЦ 19. новембра 2014. године ушао је у састав Синода белоруског егзархата са правом гласа. Такође је 3. јуна 2015. ослобођен дужности председника Издавачког савета БПЦ..
Одлуком Светог синода РПЦ 25. августа 2020. године именован је за Патријаршијског егзарха све Белорусије, митрополита Минског и Заславског, са привременим управљањем Борисовском епархијом.. Унапредио га је Патријарх московски и све Русије Кирил у митрополита и егзарха 6. септембра 2020. године на Светој литургији у Храму Христа Спаситеља у Москви.

## Значај за српску културу
У згради Борисовске епархијске управе 25. јануара 2020. године Митрополит Венијамин је предводио освећење Домовног храма Светог Саве Српског, у сарадњи са свештенством Српске православне цркве. Освећењу храма је присуствовао Амбасадор Републике Србије у Републици Белорусији Вељко Ковачевић, као и проф. др Иван Чарота и српски публициста Ранко Гојковић, којима су додељене захвалнице за сарадњу.
Годину дана касније, 25. јануара 2021, Митрополит Венијамин је предводио покровитељску прославу у Домовном храму Светог Саве. Пре почетка богослужења је освештао црквене фреске, које су дело фрескописца Јурија Јурина, а настале у духу српских фресака.

## Награде
- Орден Светог Кирила Туровског II степена (БПЦ, 2009);
- Орден крста преподобне Јефросиније Полоцке (БПЦ, 2013);
- Медаља преподобномученика Серафима Жировичског I степена (Новогрудска епархија БПЦ, 2018);
- Медаља праведне Софије, кнегиње Слуцке II степена (Слуцка епархија БПЦ);
- Орден преподобног Серафима Саровского III степена (РПЦ).

Добитник је награде Председника Републике Белорусије За духовни препород (2015)